# Lac de Donk
Le lac de Donk ou Donkmeer appelé aussi lac d'Overmeire (51° 02′ N, 3° 58′ E) est un lac artificiel d'eau douce de 86 ha situé dans la commune de Berlare en province de Flandre Orientale en Belgique.
30 ha du lac appartiennent à une réserve naturelle depuis 1993.